# HD 195019 b
HD 195019 b (بالإنجليزية: HD 195019 b)‏ الذي يرمز له بالرمز HD 195019b، هو كوكب خارج المجموعة الشمسية، في كوكبة الدلفين، يتبع HD 195019 ‏.

## الاكتشاف
اكتشف في 1998.